# André Bauchant
André Bauchant (ur. 24 kwietnia 1873 w Château-Renault, zm. 12 sierpnia 1958 w Montoire-sur-le-Loir) – francuski malarz, prymitywista.
Początkowo pracował w zawodzie ogrodnika, jego uzdolnienia plastyczne wyszły na jaw podczas służby wojskowej w czasie I wojny światowej. Zaczął malować w wieku 46 lat, natomiast jego prace zostały wystawiono po raz pierwszy w 1921 w Salonie Jesiennym. Zaprojektował m.in. dekoracje dla zespołu Ballets Russes do inscenizacji baletu Igora Strawinskiego Apollon musagète (1928). Jego twórczość cenili artyści i krytycy sztuki, m.in. Jacques Lipchitz, Le Corbusier, Amédée Ozenfant i Siergiej Diagilew.
André Bauchant malował sceny rodzajowe, tematy biblijne, mitologiczne i historyczne, martwe natury (kwiaty) i pejzaże. Często korzystał ze starych ilustracji jako źródła inspiracji, jego prace odznaczają się drobiazgowością w oddaniu szczegółów. Kolorystyka, początkowo blada i chłodna, stopniowo ożywiała się i ocieplała. Za odkrywcę talentu malarza uchodzi niemiecki kolekcjoner i krytyk sztuki Wilhelm Uhde.
Prace artysty posiadają m.in. Muzeum Sztuki Naiwnej w Laval (Musée d'Art Naïf de Laval), Museum of Modern Art w Nowym Jorku, Zander Collection w Kolonia i Tate Gallery w Londynie.

## Wybrane prace
- Święto wyzwolenia, 1945,
- Ludwik XI sadzący drzewa morwy koło Tours, 1943,
- Stworzenie świata.